# 小行星3024
小行星3024（3024 Hainan），又称为海南星，是由紫金山天文台在1981年10月23日发现的外主带小行星。
該小行星以海南省命名。